# Завади (гміна Ліповець-Косьцельни)
Завади (пол. Zawady) — село в Польщі, у гміні Ліповець-Косьцельний Млавського повіту Мазовецького воєводства.
Населення — 308 осіб (2011).
У 1975-1998 роках село належало до Цехановського воєводства.

## Демографія
Демографічна структура станом на 31 березня 2011 року:
|          | Загалом | Допрацездатний вік | Працездатний вік | Постпрацездатний вік |
| -------- | ------- | ------------------ | ---------------- | -------------------- |
| Чоловіки | 163     | 45                 | 98               | 20                   |
| Жінки    | 145     | 31                 | 79               | 35                   |
| Разом    | 308     | 76                 | 177              | 55                   |